# سه‌شنبه (ترسون‌زاده)
سه‌شنبه  (به خط تاجیکی: ҷамоати деҳоти Сешанбе) جماعت دهات و روستایی در کشور تاجیکستان است که در ناحیهٔ ترسون‌زاده ناحیه‌های تابع جمهوری قرار دارد. جمعیت این جماعت ۱۰۵۱۰ است.

## لیست دهات تابعه
- ابراهیم بازاروف (Иброҳим Бозоров)
- باغبان (Боғбон)
- دوربید (Дурбед)
- ‌ سمرقند (Самарқанд)
- سه‌شنبه (Сешанбе)
- ماکسیم گورکی (Максим Горкий)